# 恶魔城外传 少年德古拉君
《恶魔城外传 少年德古拉君》是一款由科乐美制作和发行的動作平台类游戏。 本游戏于1990年10月19日在日本地区FC游戏机发行。
自称为魔王的少年德古拉君从一个长眠之中醒来。他发现妖怪Galamoth已经向他挑战。他穿上父亲的斗篷，进行了一次探险。在消灭了各个妖怪之后，他夺回王位。在与通过危险物和恶魔的作战之后，少年德古拉击败Galamoth。这使他闻名于世界各地。
劇情與惡魔城 審判有關連（本遊戲最終Boss Galamoth召喚時間撕裂者到惡魔城 審判的時之狹間）。
《Fami通》给与本游戏25/40的分数。